# Шевченківська сільська рада (Кілійський район)
Шевче́нківська сільська́ ра́да — колишня адміністративно-територіальна одиниця та орган місцевого самоврядування в Кілійському районі Одеської області. Адміністративний центр — село Шевченкове.

## Загальні відомості
Шевченківська сільська рада утворена в 1946 році.
- Територія ради: 99,07 км²
- Населення ради: 5 733 особи (станом на 2001 рік)

## Населені пункти
Сільській раді підпорядковані населені пункти:
- с. Шевченкове
- с. Помазани

## Населення
Згідно з переписом 1989 року населення сільської ради становило 5676 осіб, з яких 2689 чоловіків та 2987 жінок.
За переписом населення 2001 року в селі мешкало 5677 осіб.

### Мова
Розподіл населення за рідною мовою за даними перепису 2001 року:
| Мова       | Відсоток |
| ---------- | -------- |
| українська | 96,35 %  |
| російська  | 1,74 %   |
| молдовська | 0,99 %   |
| болгарська | 0,4 %    |
| циганська  | 0,24 %   |
| білоруська | 0,03 %   |
| гагаузька  | 0,03 %   |
| вірменська | 0,02 %   |

## Склад ради
Рада складається з 32 депутатів та голови.
- Голова ради: Рябцева Галина Аксентіївна
- Секретар ради: Заткальніцька Марія Павлівна

### Керівний склад попередніх скликань
| Прізвище, ім'я, по батькові    | Основні відомості                                                    | Дата обрання | Дата звільнення |
| ------------------------------ | -------------------------------------------------------------------- | ------------ | --------------- |
| Заступайло Анатолій Андрійович | Сільський голова                                                     | 04.03.1990   | 26.06.1994      |
| Заступайло Анатолій Андрійович | Сільський голова                                                     | 26.06.1994   | 29.03.1998      |
| Резвий Василь Олексійович      | Сільський голова                                                     | 29.03.1998   | 31.03.2002      |
| Резвий Василь Олексійович      | Сільський голова                                                     | 31.03.2002   | 26.03.2006      |
| Рябцева Галина Аксентіївна     | Сільський голова, 1949 року народження, освіта вища, позапартійна    | 26.03.2006   | 31.10.2010      |
| Рябцева Галина Аксентіївна     | Сільський голова, 1949 року народження, освіта вища, позапартійна    | 31.10.2010   | 25.10.2015      |
| Остапенко Олександр Михайлович | Староста округу, нар. 20 вересня 1974, освіта повна загальна середня | 25.10.2015   | 25.10.2020      |
| Остапенко Олександр Михайлович | Староста округу, нар. 20 вересня 1974, освіта повна загальна середня | 25.10.2020   |                 |

Примітка: таблиця складена за даними сайту Верховної Ради України

### Депутати
За результатами місцевих виборів 2010 року депутатами ради стали:

#### За суб'єктами висування
| Суб'єкт висування             | Кількість обраних депутатів | %    |
| ----------------------------- | --------------------------- | ---- |
| Партія регіонів               | 23                          | 71,9 |
| Самовисування                 | 5                           | 15,6 |
| Соціалістична партія України  | 3                           | 9,4  |
| Політична партія «Фронт Змін» | 1                           | 3,1  |

#### За округами
| № округу                      | Прізвище, ім'я, по батькові     | Дата визнання обраним | Освіта             | Партійна приналежність              | Відомості про обраного депутата                                   |
| ----------------------------- | ------------------------------- | --------------------- | ------------------ | ----------------------------------- | ----------------------------------------------------------------- |
| Партія регіонів               |                                 |                       |                    |                                     |                                                                   |
| 1                             | Куліковський Олександр Іванович | 04.11.2010            | середня            | член Партії регіонів                | приватний підприємець                                             |
| 3                             | Василик Олександр Миколайович   | 04.11.2010            | середня спеціальна | член Партії регіонів                | Шевченківська загальноосвітня школа № 1, заступник директора      |
| 5                             | Петренко Василь Васильович      | 04.11.2010            | середня            | член Партії регіонів                | приватний підприємець                                             |
| 6                             | Чумаченко Наталя Борисівна      | 04.11.2010            | середня спеціальна | член Партії регіонів                | Шевченківська амбулаторія, медичний реєстратор                    |
| 8                             | Мишелова Олександра Сергіївна   | 04.11.2010            | середня            | член Партії регіонів                | Шевченківська сільська рада, начальник військово-облікового столу |
| 9                             | Левченко Галина Петрівна        | 04.11.2010            | середня спеціальна | член Партії регіонів                | Шевченківська сільська рада, бухгалтер                            |
| 10                            | Коваленко Валерій Григорович    | 04.11.2010            | середня спеціальна | член Партії регіонів                | Шевченківська сільська рада, інструктор по роботі з молоддю       |
| 12                            | Петренко Іван Васильович        | 04.11.2010            | середня            | член Партії регіонів                | фермерське господарство «Приват», голова                          |
| 14                            | Ільченко Тетяна Тимофіївна      | 04.11.2010            | середня спеціальна | член Партії регіонів                | ТОВ «Шевченкове», бухгалтер                                       |
| 15                            | Бабенко Любов Онисіївна         | 04.11.2010            | середня            | член Партії регіонів                | Шевченківська сільська рада, касир                                |
| 16                            | Дога Ірина Вікторівна           | 04.11.2010            | середня спеціальна | член Партії регіонів                | Шевченківська сільська рада, головний бухгалтер                   |
| 17                            | Станєв Радіон Степанович        | 04.11.2010            | вища               | член Партії регіонів                | Шевченківська сільська амбулаторія, головний лікар                |
| 18                            | Матюха Леонід Олексійович       | 04.11.2010            | середня спеціальна | член Партії регіонів                | Шевченківська сільська ветдільниця, завідувач                     |
| 19                            | Заткальніцька Марія Павлівна    | 04.11.2010            | середня спеціальна | член Партії регіонів                | Шевченківська сільська рада, секретар                             |
| 21                            | Бокочу Микола Костянтинович     | 04.11.2010            | середня            | член Партії регіонів                | тимчасово не працює                                               |
| 24                            | Кучеренко Валентина Вікторівна  | 04.11.2010            | вища               | член Партії регіонів                | Шевченківська сільська рада, землевпорядник                       |
| 25                            | Чумаченко Людмила Миколаївна    | 04.11.2010            | середня            | член Партії регіонів                | Шевченківська сільська рада, соціальний працівник                 |
| 26                            | Голощак Ольга Василівна         | 04.11.2010            | вища               | член Партії регіонів                | Шевченківська загальноосвітня школа № 2, вчитель                  |
| 27                            | Горбаченко Марія Семенівна      | 04.11.2010            | середня            | член Партії регіонів                | Шевченківська сільська рада, бухгалтер                            |
| 29                            | Бабенко Василь Васильович       | 04.11.2010            | вища               | член Партії регіонів                | КП «Джерело — 7», директор                                        |
| 30                            | Степаненко Валентина Іванівна   | 04.11.2010            | середня спеціальна | член Партії регіонів                | Шевченківська приватна аптека, завідувачка аптеки                 |
| 31                            | Мишелов Віталій Миколайович     | 04.11.2010            | середня            | позапартійний                       | приватний підприємець                                             |
| 32                            | Скляренко Микола Анатолійович   | 04.11.2010            | середня спеціальна | член Партії регіонів                | Шевченківська сільська рада, інженер з благоустрою                |
| Політична партія «Фронт Змін» |                                 |                       |                    |                                     |                                                                   |
| 11                            | Решетник Галина Дмитрівна       | 04.11.2010            | вища               | член Політичної партії «Фронт Змін» | Шевченківська загальноосвітня школа № 2, вчитель                  |
| Соціалістична партія України  |                                 |                       |                    |                                     |                                                                   |
| 2                             | Остапенко Галина Василівна      | 04.11.2010            | вища               | позапартійна                        | Шевченківська загальноосвітня школа № 1, заступник директора      |
| 7                             | Слободянюк Світлана Василівна   | 04.11.2010            | вища               | позапартійна                        | Шевченківська загальноосвітня школа № 1, вчитель                  |
| 13                            | Рожкова Алла Іванівна           | 04.11.2010            | середня спеціальна | позапартійна                        | Шевченківська сільська бібліотека, завідувачка                    |
| Самовисування                 |                                 |                       |                    |                                     |                                                                   |
| 4                             | Каракулін Віктор Вікторович     | 04.11.2010            | середня спеціальна | позапартійний                       | АГЗС ТОВ «Едвін», майстер                                         |
| 20                            | Коноваленко Анатолій Дмитрович  | 04.11.2010            | середня            | позапартійний                       | тимчасово не працює                                               |
| 22                            | Шкурина Володимир Анатолійович  | 04.11.2010            | вища               | позапартійний                       | приватний підприємець                                             |
| 23                            | Воробйов Анатолій Остапович     | 04.11.2010            | вища               | позапартійний                       | ДЗОВ «Супутник», директор                                         |
| 28                            | Царенко Олександр Іванович      | 04.11.2010            | середня спеціальна | позапартійний                       | СВК «Лад — АГРО», завідувач току                                  |